# Vicksburg (Arizona)
Vicksburg es un lugar designado por el censo ubicado en el condado de La Paz en el estado estadounidense de Arizona. En el Censo de 2010 tenía una población de 597 habitantes y una densidad poblacional de 1,61 personas por km².

## Geografía
Vicksburg se encuentra ubicado en las coordenadas 33°43′38″N 113°49′33″O / 33.72722, -113.82583. Según la Oficina del Censo de los Estados Unidos, Vicksburg tiene una superficie total de 370.18 km², de la cual 370.14 km² corresponden a tierra firme y (0.01%) 0.04 km² es agua.

## Demografía
Según el censo de 2010, había 597 personas residiendo en Vicksburg. La densidad de población era de 1,61 hab./km². De los 597 habitantes, Vicksburg estaba compuesto por el 84.09% blancos, el 2.35% eran afroamericanos, el 0.17% eran amerindios, el 0% eran asiáticos, el 0% eran isleños del Pacífico, el 12.56% eran de otras razas y el 0.84% pertenecían a dos o más razas. Del total de la población el 24.29% eran hispanos o latinos de cualquier raza.